# ティム・アレン
ティム・アレン（Tim Allen, 1953年6月13日 - ）は、アメリカ合衆国の俳優、コメディアン、声優である。

## 来歴
6人兄弟の3番目としてコロラド州デンバーに生まれる。不動産業者だった父親はアレンが11歳の時に交通事故で亡くなっている。それから2年後に母親は3人の子供をもつビジネスマンと再婚し、デトロイト郊外へと移り住んだ。
西ミシガン大学でテレビ制作を学び、のちにデトロイトの広告事務所でクリエイティヴディレクターの仕事を得る。1975年からはスタンダップコメディアンとしての活動を始めた が、1978年にミシガン州の空港でコカイン所持容疑のため逮捕され、2年間を刑務所で過ごした。仮釈放後はスタンダップコメディアンとしての活動を再開し、1991年から1998年にかけてはABCのシットコム『Home Improvement』で主演を張って国民的人気を獲得する。
1994年、その年で最高の興行成績を残すことになるファミリー映画『サンタクローズ』で映画デビューを果たす。アレンはサンタクロースになってしまった男性をコミカルに演じ、ピープルズ・チョイス・アワードでコメディ映画主演男優賞を受賞した。1995年に第1作が公開されたディズニー・ピクサーのアニメーション映画『トイ・ストーリー』シリーズではバズ・ライトイヤーの声を担当し、トム・ハンクスと共演している。2010年にはコメディ映画『Crazy on the Outside』で映画監督デビューを実現させた。
作家としても活動しており、出版した本がベストセラーになる快挙も達成している。

## 私生活
1997年には飲酒運転容疑で逮捕されている。
1984年にローラ・デイベル（Laura Deibel）と結婚して1989年には娘が誕生したが、1999年に別居状態となり、2003年に正式に離婚した。2006年10月に女優のジェーン・ハジュックと再婚 し、2009年3月に娘が誕生した。

## フィルモグラフィ

### 映画
| 年   | 題名 | 役名                                      | 備考                             |
| ---- | --- | ----------------------------------------- | -------------------------------- |
| 1994 | サンタクローズ The Santa Clause                                                                                | スコット・カルヴィン / サンタクロース     |                                  |
| 1995 | トイ・ストーリー Toy Story                                                                                     | バズ・ライトイヤー                        | アニメ映画 声の出演              |
| 1997 | ジャングル 2 ジャングル Jungle 2 Jungle                                                                        | マイケル・クロムウェル                    |                                  |
| 1997 | 大富豪、大貧民 For Richer or Poorer                                                                            | ブラッド・セクストン                      |                                  |
| 1999 | トイ・ストーリー2 Toy Story 2                                                                                  | バズ・ライトイヤー、ニュー・バズ          | アニメ映画 声の出演 アニー賞受賞 |
| 1999 | ギャラクシー・クエスト Galaxy Quest                                                                            | ジェイソン・ネズミス / タガート艦長       |                                  |
| 2000 | スペース・レンジャー バズ・ライトイヤー 帝王ザーグを倒せ! Buzz Lightyear of Star Command: The Adventure Begins | バズ・ライトイヤー                        | アニメ映画 声の出演              |
| 2001 | クライム & ダイヤモンド Who is Cletis Tout?                                                                    | ジム                                      |                                  |
| 2001 | リーマン・ジョー! Joe Somebody                                                                                 | ジョー・シェファー                        |                                  |
| 2002 | ビッグ・トラブル Big Trouble                                                                                   | エリオット・アーノルド                    |                                  |
| 2002 | サンタクロース・リターンズ! クリスマス危機一髪 The Santa Clause 2                                              | スコット・カルヴィン / サンタクロース     |                                  |
| 2004 | クランク家のちょっと素敵なクリスマス Christmas with the Kranks                                                 | ルーサー・クランク                        |                                  |
| 2006 | シャギー・ドッグ The Shaggy Dog                                                                                | デイヴ・ダグラス                          |                                  |
| 2006 | カーズ Cars | バズ・ライトイヤー                        | アニメ映画 声の出演              |
| 2006 | キャプテン・ズーム Zoom                                                                                        | ジャック・シェパード / キャプテン・ズーム |                                  |
| 2006 | サンタクローズ3/クリスマス大決戦! The Santa Clause 3: The Escape Clause                                        | スコット・カルヴィン / サンタクロース     |                                  |
| 2007 | 団塊ボーイズ Wild Hogs                                                                                         | ダグ・マドセン                            |                                  |
| 2008 | レッドベルト 傷だらけのファイター Redbelt                                                                      | チェット・フランク                        |                                  |
| 2010 | トイ・ストーリー3 Toy Story 3                                                                                  | バズ・ライトイヤー                        | アニメ映画 声の出演              |
| 2012 | ディズニーネイチャー/チンパンジー 愛すべき大家族 Chimpanzee                                                    | ナレーター                                | ドキュメンタリー映画             |
| 2012 | レックスはお風呂の王様 Partysaurus Rex                                                                         | バズ・ライトイヤー                        | アニメ映画 声の出演              |
| 2017 | エル・カミーノ・クリスマス El Camino Christmas                                                                 | ラリー・マイケル・ロス                    |                                  |
| 2019 | トイ・ストーリー4 Toy Story 4                                                                                  | バズ・ライトイヤー                        | アニメ映画 声の出演              |
| 2026 | トイ・ストーリー5 Toy Story 5                                                                                  | バズ・ライトイヤー                        | アニメ映画 声の出演              |

### テレビシリーズ
| 年        | 題名                                                         | 役名                                  | 備考                  |
| --------- | ------------------------------------------------------------ | ------------------------------------- | --------------------- |
| 1991-1999 | ホーム・インプルーブメント Home Improvement                  | ティモシー・“ティム”・テイラー        | 204エピソード         |
| 1998      | スピン・シティ Spin City                                     | ラグス                                | 声の出演 1エピソード  |
| 2011-2021 | ラスト・マン・スタンディング Last Man Standing               | マイク・バクスター                    | 194エピソード         |
| 2013      | トイ・ストーリー・オブ・テラー! Toy Story of Terror!         | バズ・ライトイヤー                    | テレビアニメ 声の出演 |
| 2014      | トイ・ストーリー 謎の恐竜ワールド Toy Story That Time Forgot | バズ・ライトイヤー                    | テレビアニメ 声の出演 |
| 2022      | サンタクローズ ザ・シリーズ The Santa Clauses                | スコット・カルヴィン / サンタクロース |                       |

## 参照
1. 1 2  Stated in interview on Inside the Actors Studio
2. ↑  “Tim Allen Biography”.   Yahoo! Movies. 2013年2月11日閲覧。
3. ↑  “Tim Allen : Actor : Biography”.   TimAllen.com. 2013年2月11日閲覧。
4. ↑  “WMU awards Tim Allen honorary degree”.   Western Michigan University (1998年6月27日). 2010年6月12日閲覧。
5. ↑  Pratt, Monica (1997年3月3日). “650-Lifer Punishment Is a Crime”.   Mackinac Center for Public Policy. 2010年1月9日閲覧。
6. ↑  Connelly, Chris. “Broken Home”. Tim Allen official web site.   Tim Allen. 2010年9月25日閲覧。
7. ↑  Gary C. King. “Tim Allen: From Convicted Drug Dealer to Hollywood Star”. Investigation Discovery.   Discovery. 2010年9月25日閲覧。
8. ↑  “Tim Allen Enters Rehab Clinic”. CBS News (CBS Interactive). (1998年4月17日) 2010年1月21日閲覧。
9. ↑  “ティム・アレン、結婚”. シネマトゥデイ. (2006年10月12日) 2013年2月11日閲覧。
10. ↑  Lapowsky, Issie (2009年3月30日). “It's a girl for Tim Allen, wife Jane Hajduk”. Daily News. NYDailyNews.com (New York)
11. ↑  “『サンタクローズ』のティム・アレンに女児誕生”. シネマトゥデイ. (2009年4月2日) 2013年2月11日閲覧。